# Simfonia núm. 1 (Ives)
La Simfonia núm. 1 en re menor de Charles Ives, escrita entre 1898 i 1902 amb prou feines més de vint anys, va ser la seva peça de graduació i una revelació d'un jove geni.

## Moviments
- 1. Allegro
- 2. Adagio Molto (Sostenuto)
- 3. Scherzo--Vivace
- 4. Allegro Molto

## Context
Ives va compondre la simfonia a la Universitat Yale de New Haven, Connecticut, sota la supervisió d'Horatio Parker. De fet, la simfonia porta la notació "2n i 4t moviment acceptats com a part de la tesi, curs Parker, juny de 1898". Molts anys després Ives va definir la seva relació amb
el seu professor d'aquesta manera: «Parker era un home brillant, un bon tècnic, però perfectament disposat a quedar limitat pel que Rheinberger li havia ensenyat. Després de les dues o tres primeres setmanes del primer any universitari, no el vaig molestar amb cap de les meves idees experimentals».
Des de la seva obertura, amb un tema melancòlic i una mica fatídic del clarinet sobre les cordes responent de manera suau, l'obra és una simfonia del darrer Romanticisme en la tradició de Brahms, Txaikovski i sobretot de Dvořák.